# Tour della nazionale maschile di rugby a 15 dell'Argentina 1995
Dopo la sfortunata partecipazione alla coppa del mondo 1991, la Nazionale di rugby XV dell'Argentina si reca ogni anno almeno una volta in tour.
Nel 1995 in preparazione ai mondiali, la squadra si reca in Tour in Australia.
| Canberra 22 aprile 1995 | A.C.T. | 33 – 16 | Argentina XV | Manuka Oval |

| Brisbane 25 aprile 1995 | Queensland B | 24 – 34 | Argentina XV | Ballymore Oval |

| Arbitro: | Colin Hawke |

| |            | |
| Lynagh 2, Ofahengaue Campese, Eales Pini, Smith | mt         | Pichot |
| Lynagh 3 | tr         | Arbizu |
| Lynagh 4 | c.p.       | |
| 15.Matt Pini, 14.David Campese, 13.Dan Herbert, 12.Jason Little, 11.Damian Smith, 10.Michael Lynagh (cap.), 9.George Gregan, 8.Tim Gavin, 7.David Wilson, 6.Willie Ofahengaue, 5.John Eales, 4.Rod McCall, 3.Ewen McKenzie, 2.Phil Kearns, 1.Dan Crowley - Sostituti: Mark Hartill | Formazioni | 15.Santiago Meson, 14.Gonzalo Camardón, 13.Sebastian Salvat (cap.), 12.Francisco García, 11.Martin Teran Nougues, 10.Lisandro Arbizu, 9.Agustín Pichot, 8.Jose Santamarina, 7.Rolando Martín, 6.Cristian Viel Temperley, 5.German Llanes, 4.Pedro Sporleder, 3.Patricio Noriega, 2.Federico Mendez Azpillaga, 1.Matias Corral - Sostituti: Ezequiel Jurado, Pablo Buabse, Guillermo del Castillo |

| Orange 3 maggio 1995 | New South Wales B | 42 – 16 | Argentina XV | Wade Park |

| Arbitro: | David Bishop |

| |            | |
| Campese 2, Wilson | mt         | Arbizu |
| | tr         | Crexell |
| Lynagh 5 | c.p.       | Crexell, Meson |
| 15.Matt Pini, 14.David Campese, 13.Dan Herbert, 12.Jason Little, 11.Damian Smith, 10.Michael Lynagh (cap.), 9.George Gregan, 8.Tim Gavin, 7.David Wilson, 6.Troy Coker, 5.John Eales, 4.Rod McCall, 3.Ewen McKenzie, 2.Phil Kearns, 1.Dan Crowley - Sostituti: Willie Ofahengaue, Mark Hartill | Formazioni | 15.Santiago Meson, 14.Sebastian Salvat (cap.), 13.Francisco García, 12.Martin Teran Nougues, 11.Ezequiel Jurado, 10.Guillermo del Castillo, 9.Rodrigo Crexell, 8.Jose Santamarina, 7.Rolando Martín, 6.Cristian Viel Temperley, 5.German Llanes, 4.Pedro Sporleder, 3.Patricio Noriega, 2.Federico Mendez Azpillaga, 1.Matias Corral - Sostituti: Lisandro Arbizu |